# Axonopsis setoniensis
Axonopsis setoniensis är en kvalsterart som beskrevs av Herbert Habeeb 1953. Axonopsis setoniensis ingår i släktet Axonopsis och familjen Axonopsidae. Inga underarter finns listade.